# Amphistichus argenteus
Amphistichus argenteus är en fiskart som beskrevs av Agassiz, 1854. Amphistichus argenteus ingår i släktet Amphistichus och familjen Embiotocidae. Inga underarter finns listade i Catalogue of Life.